# Fagernes
Fagernes este o localitate din comuna Nord-Aurdal, provincia Oppland, Norvegia, cu o suprafață de 1,97 km² și o populație de 1.770 locuitori (2013).